# Westhaven-Moonstone
Westhaven-Moonstone è un census-designated place (CDP) degli Stati Uniti d'America, situato in California, in particolare nella contea di Humboldt.